# Friedrich Cerha
Friedrich Cerha (født 17. februar 1926 i Wien, død 14. februar 2023) var en østrigsk komponist og dirigent.
Cerha fik sin uddannelse på Wiener Musikakademie og Wien Universitet. I 1958 dannede han sammen Kurt Schwetsik ensemblet "die Reihe", der spillede en stor rolle i udbredelse af nutidig musik i Østrig. Udover sine egne kompositioner var han en kendt fortolker af værker af Alban Berg, Arnold Schönberg og Anton Webern.
Fra 1959 var Cerha lærer ved Hochschule für Musik und darstellende Kunst og fra 1976 professor samme sted. Blandt hans elever var Georg Friedrich Hass og Karlheinz Essl.
Cerha var i en sen alder fortsat aktiv som komponist af orkesterværker og scenemusik. I januar 2006 uropførtes bl.a. hans værk "Impulse", der var tilegnet Wiener Philharmonikerne i forbindelse med orkesterets 150 års jubilæum.
Friedrich Cerha har følgende anerkendelser:
- Theodor-Körner-Preis
- 1986 Großer Österreichischer Staatspreis für Musik
- 2006 Goldener Löwe für Musik
- 2007 Æremedlem i Gesellschaft der Musikfreunde in Wien
- 2008 Goldenes Ehrenzeichen der Stadt Wien für Verdienste um das Land Wien